# Traiguera
Traiguera es un municipio de la Comunidad Valenciana, España. Perteneciente a la provincia de Castellón, en la comarca del Bajo Maestrazgo. Cuenta con 1378 habitantes (INE 2019).

## Geografía

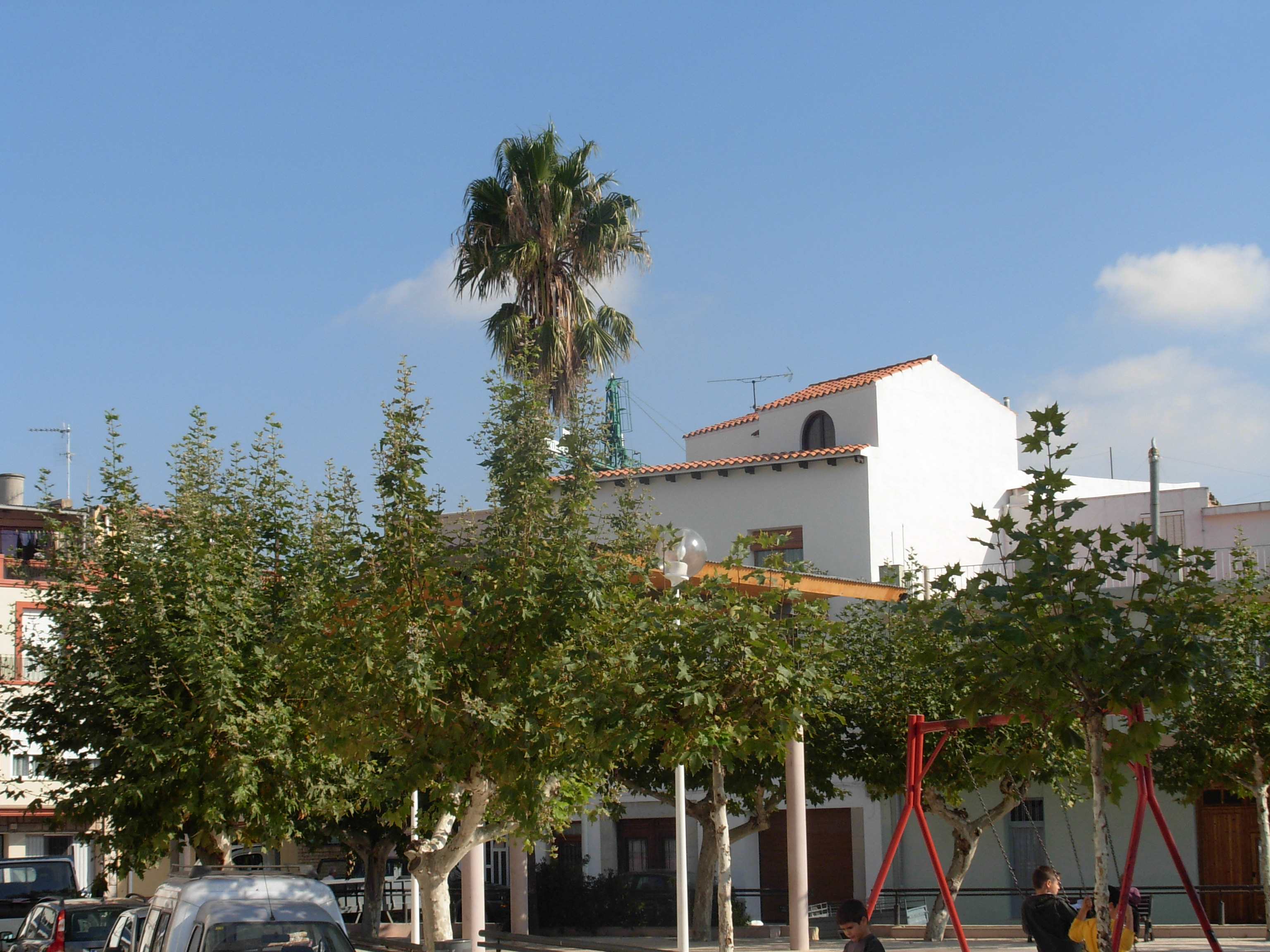
Plaza de la Constitución

Integrado en la comarca de Bajo Maestrazgo, se sitúa a 78 kilómetros de la capital provincial. El término municipal está atravesado por la carretera N-232 entre los pK 15 y 19, además de por la carretera autonómica CV-11 que permite la comunicación con San Rafael del Río.
El relieve del municipio está definido por las primeras estribaciones de las montañas del Maestrazgo. Por el noreste se encuentran las llanuras por donde discurren de los ríos Cervol y Cenia, el último de los cuales hace de límite con la provincia de Tarragona. La altitud oscila entre los 542 m (sierra de Solá) al oeste y los 150 m a orillas del río Cenia. El pueblo se alza a 271 m sobre el nivel del mar
La villa está orientada hacia el sur aprovechando la pendiente de la montaña, mientras por el mediodía las calles y casas aprovechan la inclinación del terreno, cortado bruscamente su lado norte por un espolón, donde se conservan restos de lienzos de muralla medieval y un portal que cerraba el recinto amurallado.

### Barrios y pedanías
En el término municipal de Traiguera se encuentran también los siguientes núcleos de población:
- Fuente de la Salud
- Masía Avench.

### Localidades limítrofes
| Noroeste: Canet lo Roig | Norte: San Rafael del Río | Noreste: Ulldecona (Tarragona) |
| Oeste: Canet lo Roig    |                           | Este: San Jorge                |
| Suroeste: La Jana       | Sur: Cervera del Maestre  | Sureste: San Jorge             |

## Historia
Los restos arqueológicos de la época íbera no permiten hacer afirmaciones concluyentes al respecto, más allá de la pertenencia de Traiguera a la región de la Ilercavonia íbera. La romanización de estas tierras apenas encontrará obstáculos, como lo confirma el paso por ella de la "Vía Augusta", que aceleró el proceso con todas sus implicaciones económicas, culturales, políticas, etc. Se conserva de este periodo un "Dionisos" en bronce, restos de cerámica y algunos yacimientos sin explotar. Cinco siglos de presencia musulmana (718-1232) marcarán una honda huella en la toponimia, en la lengua, en las costumbres.
En el siglo XIII el rey Jaime I de Aragón conquista estas tierras para la cristiandad, pasando a depender primero de la orden de los Hospitalarios y luego a la de Montesa.
Las dos convocatorias a Cortes (1411 y 1421) refleja la importancia de este municipio, reforzada por su despegue económico del siglo XVI basado en la agricultura y en el comercio. Participará en los acontecimientos históricos más relevantes: Guerra de Sucesión del siglo XVIII, contra la invasión de los franceses y en las tres guerras carlistas.

## Demografía
Traiguera cuenta con una población de 1300 habitantes (INE 2024).
| Gráfica de evolución demográfica de Traiguera entre 1842 y 2021 |
| |
| Población de derecho según los censos de población del INE Población de hecho según los censos de población del INEEn 1930 disminuye el término del municipio porque independiza a San Rafael del Río. |

## Economía
Su economía está basada en la agricultura, siendo el olivo, el almendro y los cítricos los productos más importantes. La ganadería intensiva, avícola y ganadera, sirven de complemento.
La tradición alfarera de Traiguera, con una antigüedad de doce siglos, (aunque algunos estudiosos sitúan su origen en la cultura ibérica de donde creen que provienen algunos de los temas decorativos), es indiscutible desde los primeros momentos de la ocupación árabe, instalándose numerosos talleres artesanos organizados en gremios, que han perdurado hasta el pasado siglo, llegando a tener activos 35 hornos. En el inicio del siglo XXI solo continua un maestro alfarero en activo, Santiago Mellat.

## Administración y política
| Periodo   | Nombre                  | Partido   |
| --------- | ----------------------- | --------- |
| 1979-1983 | Elías Dellà Grañana     | UCD       |
| 1983-1987 | Joaquín Puig Vidal      | PSPV-PSOE |
| 1987-1991 | Joaquín Puig Vidal      | PSPV-PSOE |
| 1991-1995 | José Ventura Benlliure  | PSPV-PSOE |
| 1995-1999 | José Vericat Vives      | PP        |
| 1999-2003 | José Vericat Vives      | PP        |
| 2003-2007 | Braulio Vericat Climent | PSPV-PSOE |
| 2007-2011 | Carlos Roda Esteller    | PP        |
| 2011-2015 | Carlos Roda Esteller    | PP        |
| 2015-2019 | Javier Ferrer Bort      | PSPV-PSOE |
| 2019-2023 | Javier Ferrer Bort      | PSPV-PSOE |
| 2023-act. | Javier Ferrer Bort      | PSPV-PSOE |

## Patrimonio

### Religioso

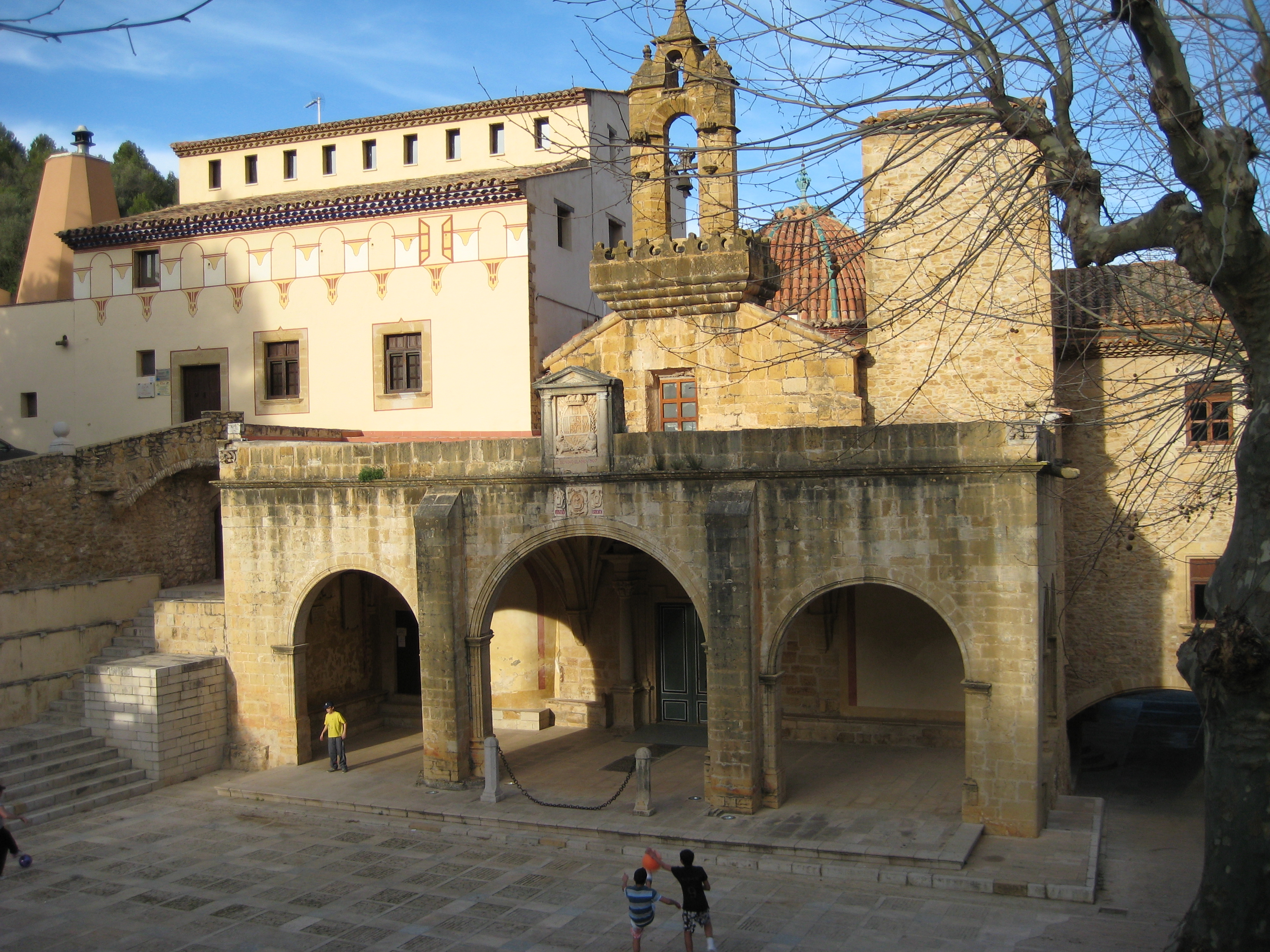
Real Santuario de la Virgen de la Salud

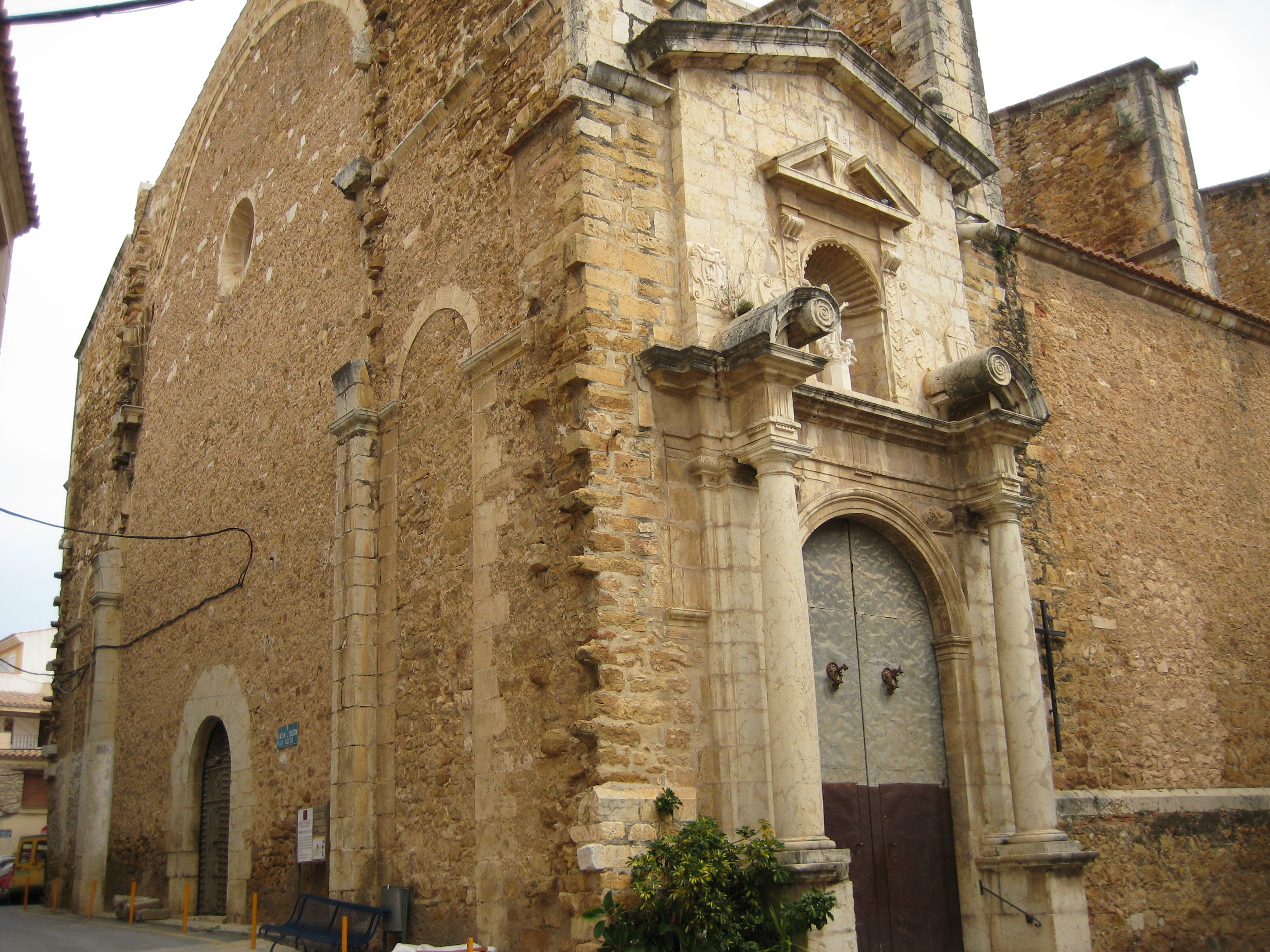
Iglesia Parroquial de la Asunción

- Real Santuario de Nuestra Señora de la Fuente de la Salud. La historia del Real Santuario comenzó con la edificación de una pequeña capilla en 1384. La Fuente de la Salud, comienza a ser conocida más allá de las fronteras comarcales. Ilustres personajes de la historia de España como el papa Alejandro VI, Carlos V y Felipe II, entre otros, con su visita e interés por el Santuario, favorecieron que entre los siglos XV y XVIII estuviese terminado este impresionante conjunto. La ermita tiene dos accesos con portadas adinteladas. Remata el edificio con una espadaña del antiguo templo gótico del 1439. Su interior es de una sola nave dividida en cuatro tramos con crucero. Arcos de medio punto en la nave y arco triunfal en la cabecera. En la capilla mayor se encuentra el camarín de la Virgen y en lo alto, a los pies, el coro con barandilla de madera torneada y balaustrada del siglo XVIII. Entre su decoración, sobresalen las pinturas al fresco atribuidas tradicionalmente a Vicente y Eugenio Guilló, aunque la historiografía moderna ha revelado que no son obra de estos artistas. Su estilo es de carácter figurativo-alegórico cuando trata los personajes bíblicos, y un tono más narrativo, en las escenas de la Virgen de la Fuente de la Salud. Son también importantes, las yeserías doradas con motivos de rocalla, así como los restos de un friso de zócalos de Manises

Según cuenta la tradición, en el siglo XIV, tuvo lugar la aparición a dos pastores de una imagen mariana, dentro del manantial de aguas curativas que allí se encuentra. Desde entonces, los romeros de numerosos municipios del entorno, recorren todos los años este camino, jalonado por siete cruces de término que simbolizan los Siete Dolores de la Virgen.
- Capilla de San Vicente. De estilo gótico, se encuentra junto a la Fuente de San Vicente
- Ermita de San Jaime. De estilo gótico (siglo XVII).
- Ermita de San Blas. De estilo neoclásico (XVIII-XIX). Alberga el museo municipal de cerámica que contiene piezas de diversas épocas y técnicas.
- Iglesia parroquial de la Asunción. Desde su origen ha sufrido numerosas transformaciones. Cuenta con bóvedas de crucería gótica en el interior, la torre campanario del siglo XV y la fachada principal de estilo renacentista del siglo XVII. Su museo parroquial contiene importantes piezas de orfebrería, una custodia de plata del orfebre Joan Olcina (1414); Cruz Procesional Mayor de plata de Bernat de Santalínea (1415) y una Cruz Procesional Menor, también de plata de Joan Santalínea (1476-1526), además de tallas polícromas, restos del retablo del Santuario de la Virgen e interesantes testimonios ibéricos y romanos.

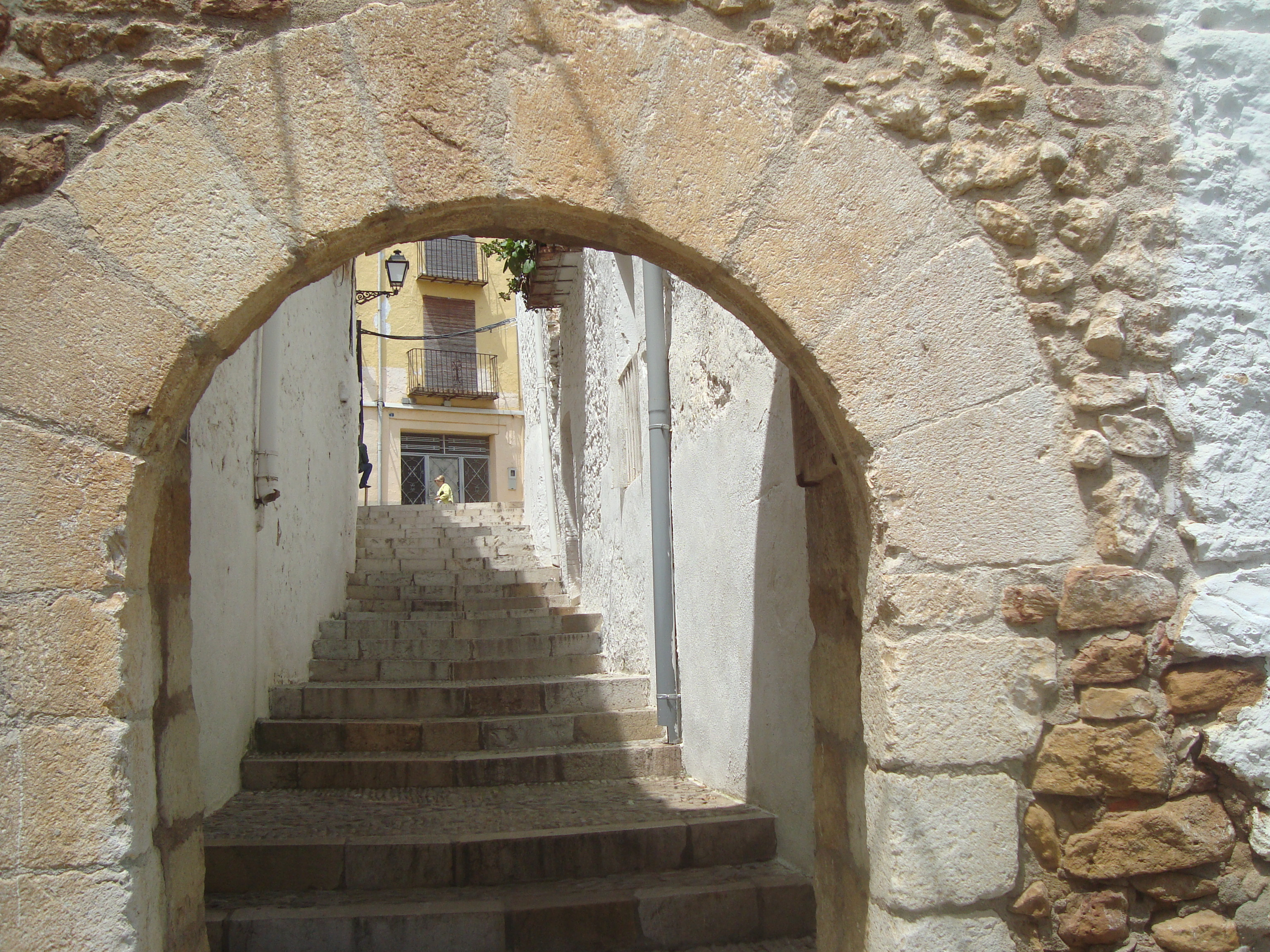
Portalet. Puerta de la Muralla Medieval de Traiguera.

### Civil
- Ayuntamiento. Edificio gótico del siglo XV con ventanas geminadas y arco apuntado en la puerta de acceso.
- Edificios renacentistas. Dos edificios de estilo renacentista del siglo XVII existentes en la calle Mayor.

## Lugares de interés

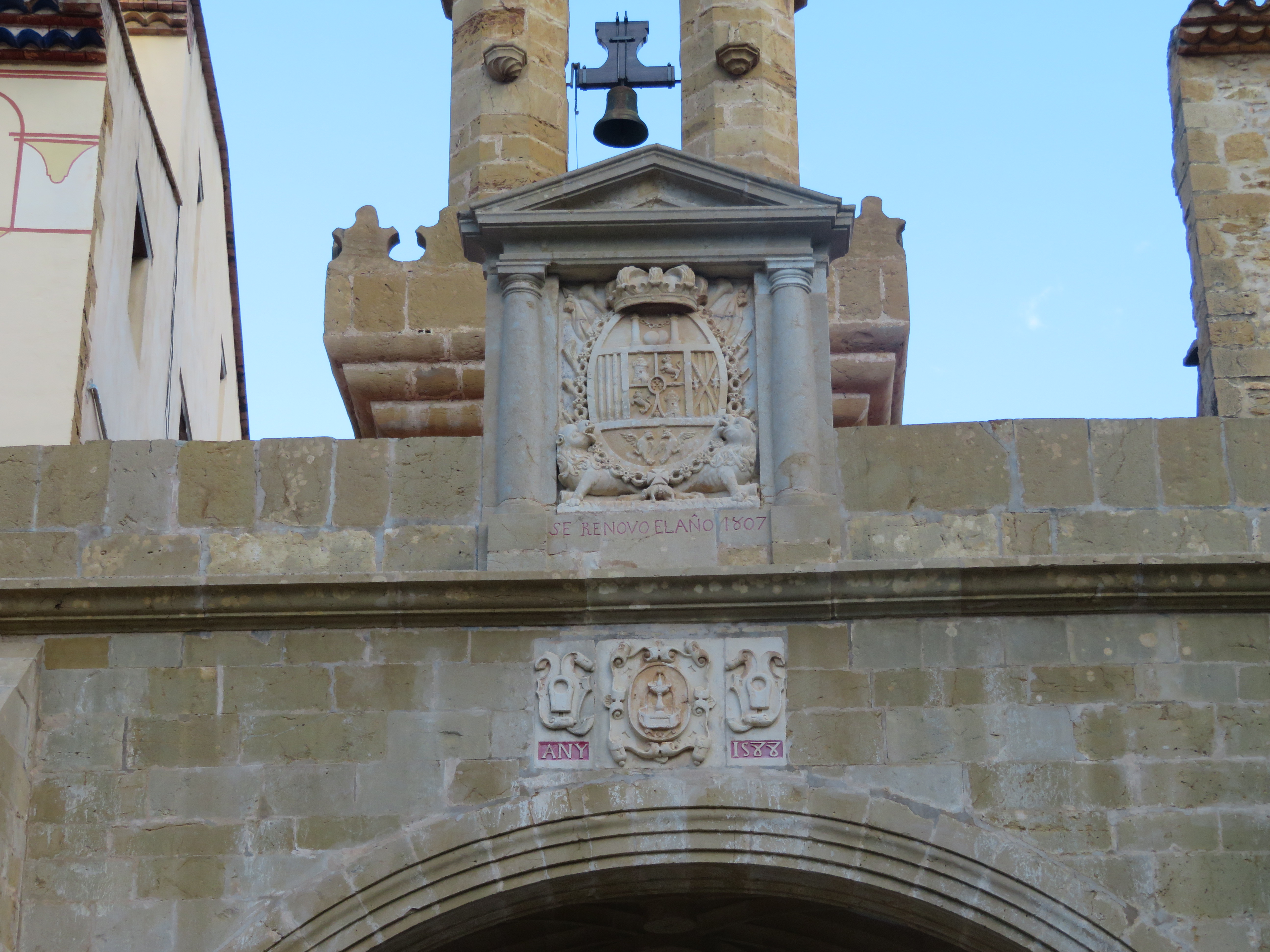
Real Santuario de la Virgen de la Salud de Traiguera.

La fuente de San Vicente está ubicada en un paraje al que se llega por el camino de "L'Arjup", antiguo aljibe. Allí se encuentra también "els safarejos", unos lavaderos. Actualmente está en desuso, aunque están en perfecto estado de conservación.

## Deportes
El "Trinquet amb frares" es una variante de la pelota valenciana, se practica en trinquete de cuatro paredes, cerrado totalmente, con gradas detrás. La peculiaridad del trinquet amb frares es que tiene dos viseles en la parte delantera que cuando la pelota golpea allí cambia la trayectoria.

## Fiestas locales
Las fiestas patronales se celebran del 13 al 23 de agosto, en honor a los patrones Virgen de la Asunción y San Roque, con procesiones, toros y baile, actuaciones deportivas y culturales.

## Gastronomía
De los platos típicos de la población destacan: la sopa de almendra, la olla (puchero típico de la zona del Maestrazgo) elaborado con arroz, garbanzos, butifarra negra y carnes; y el arroz con "albóndigas". De la repostería sobresalen los pastas "Casquetes" (pasta rellena de confitura de cabello de ángel o de boniato), también son típicos "rosegones" (con almendras), tortella, la mona de Pascua, "almendrados", etc. Es un pueblo con gran tradición panadera y pastelera ya que aunque solo cuenta con 1800 habitantes en la actualidad (2007) tiene tres panaderías, elaborándose el pan en horno de leña.